# Cyclanthera kuntzeana
Cyclanthera kuntzeana är en gurkväxtart som beskrevs av H.Schaef. och S.S.Renner. Cyclanthera kuntzeana ingår i släktet springgurkor, och familjen gurkväxter. Inga underarter finns listade i Catalogue of Life.